# Neuromancer (Computerspiel)
Neuromancer ist ein Computerspiel, das auf dem Cyberpunk-Roman Neuromancer von William Gibson beruht. Es gehört zur Gattung der Abenteuerspiele.Klassisch Adventure mit Textsystem.

## Handlung
Neuromancer spielt in der fiktiven, futuristischen Stadt Chiba City, in der auch ein größerer Teil des Romans spielt. Der Spieler übernimmt die Rolle eines Hackers, dessen Nervensystem, mit dessen Hilfe er sich in das Cyberspace einloggen kann, von einem ehemaligen Auftraggeber beschädigt wurde. Um sein Nervensystem reparieren lassen zu können, durchstreift der Spieler die Stadt und nimmt verschiedene Aufträge an.

## Spielprinzip und Technik
Bei Neuromancer von 1988 handelt es sich um ein 2D-Spiel in Seitenansicht. Die Spielfigur wird mit Tastatur oder Joystick bewegt. Eine Besonderheit stellte die Simulation des Internets innerhalb des Spiels dar, inklusive verschiedener Internet-Seiten, Downloads, E-Mail-Benutzung und Einloggen von unterwegs, z. B. im Hotel.

## Produktionsnotizen
Neuromancer erschien 1988 für den Commodore 64, Apple IIc/e und den Apple IIgs und wurde mit der namensbegleitenden Zeile „A Cyberpunk Role-Playing Adventure“ (‚ein Cyberpunk-Abenteuer-Rollenspiel‘) beworben. 1989 erschien es für das Betriebssystem MS-DOS auf IBM-kompatiblen PCs, 1990 für den Amiga 500 und Amiga 600. Entwickelt wurde es von Interplay Productions.

## Rezeption
Der Amiga Joker lobte Atmosphäre, Spieldesign, Grafik und Benutzerfreundlichkeit des Spiels und kritisierte lediglich den Soundtrack. Das Magazin stellte heraus, dass die Herausforderung, die „ultimative Romanvorlage“ als Computerspiel umzusetzen, gut gelungen sei.